# IBM WebExplorer
IBM WebExplorer（IBMウェブエクスプローラ）は、IBMが開発したOS/2標準のウェブブラウザである。

## 概要
詳細は IBM WebExplorer （英語）も参照
IBM WebExplorerは、OS/2オペレーティングシステム用のウェブブラウザであり、1994年にOS/2 Warp (V3)と共に登場した。当時のOS/2唯一のネイティブのブラウザーであり、また優れたブラウザーであった。なおIBMは開発チームをOS/2 Warp (V3)発表後に解散したとも言われる。
1996年のOS/2 Warp V4でも含まれたが、OS/2版のNetscape Navigator 2.02のダウンロード用リンクも同時に含まれた。後にはNetscape Navigator自体が同梱のCD-ROMに含まれるようになった。IBMはIBM WebExplorerからNetscape Navigatorへの移行を計画していた。

## 影響
日本ではWindows 3.x for Workgroupsが発売されず、またWindows 3.xにLAN Manager ClientのTCP/IP機能を組み込むとMS-DOSのコンベンショナルメモリの制約が厳しかった背景もあり、「OS/2 WarpはTCP/IP機能やIBM WebExplorerなどインターネット接続機能を標準で提供した最初のパーソナルコンピュータ向けオペレーティングシステム」として、1995年のWindows 95発売まではPC/AT互換機のパワーユーザーの間で人気となった。
またマイクロソフトのビル・ゲイツは、同社の独占禁止法訴訟の中で、Microsoft WindowsにInternet Explorerをバンドルした理由として、（競合するブラウザであるNetscape Navigatorなどの排除ではなく、）ブラウザを標準搭載したOS/2 Warpへの対抗であったという趣旨の発言をしている。